# Atherigona transversa
Atherigona transversa este o specie de muște din genul Atherigona, familia Muscidae, descrisă de Deeming în anul 1981.
Este endemică în Tanzania. Conform Catalogue of Life specia Atherigona transversa nu are subspecii cunoscute.